# Tina E. Dyck
Tina Elisabeth Luise Dyck (* 17. Mai 1980) ist eine deutsche Mentaltrainerin und ehemalige Dressur- und Springreiterin. Sie ist auch als Chief Education Officer beim HC Davos tätig und lebt mit ihrem Partner im Prättigau im Schweizer Kanton Graubünden.

## Leben
Dyck wuchs in Alzey auf und machte ihr Abitur im Jahr 2000. Seit dem Jugendalter war sie als Dressur- und Springreiterin im internationalen Leistungssport aktiv. Von 2000 bis 2012 arbeitete sie unter anderem in Dubai, Australien, Hongkong, Neuseeland, den USA, dem Vereinigten Königreich oder in Italien.
Sie leitete Lehrgänge, Seminare, Workshops und konnte zahlreiche nationale und internationale Erfolge verzeichnen – dies sowohl als aktive Reiterin wie auch als Trainerin. Sie erwarb in dieser Zeit mehrere Trainerdiplome, unter anderem an der Westfälischen Reit- und Fahrschule in Münster. 2003 wurde Dyck die erste weibliche Trainerin unter Scheich Muhammad bin Raschid Al Maktum in Dubai. Sie trainierte dort ein internationales Springreiterteam.

## Beruflicher Werdegang
Tina Dyck studierte von 2005 bis 2007 Humanmedizin an der Ruprecht-Karls-Universität Heidelberg und belegte ein Praktikum an der Zürcher Höhenklinik Davos und dem Spital Davos.
2014 schloss sie ein zweijähriges Diplomstudium zur Übersetzerin HDS in St. Gallen für Deutsch-Englisch ab und spezialisierte sich auf medizinische Terminologie und Wirtschaftssprache. In dieser Tätigkeit übersetzte sie zahlreiche Arztberichte, medizinische Forschungsarbeiten oder stand privaten Kunden als Simultandolmetscherin an Großevents wie dem WEF in Davos zur Seite.
Seit 2016 arbeitet Dyck als Mentaltrainerin im Leistungssport, vor allem mit professionellen Athleten in den Sportarten Tennis, Eishockey, Leichtathletik, Ski und Reiten. Dort kombiniert sie leistungsfördernde Methoden mit individuellem Mentaltraining, sowohl in der Vorbereitung auf internationale Großevents wie auch während Verletzungspausen und gezielten Rehabilitationen.
Nach dem Studium als Mentaltrainerin wurde sie Mitglied des Medizinischen Teams von  Swiss Olympic im Medizinischen Zentrum Bad Ragaz. und des Medizinischen Teams des Liechtenstein Olympic Committee.
Im Herbst 2022 wurde Dyck Chief Education Officer des HC Davos und ist in dieser Rolle verantwortlich für die Entwicklung neuer Strukturen im HCD-Programm „Gesundheitsförderung im Leistungssport“ sowie der spezifischen Elternarbeit. 2024 wurde sie vom Internationalen Olympischen Komitee zur Zertifizierung als «Safeguarding Officer in Sport» zugelassen.